# Quattro GmbH
quattro GmbH je u cijelosti podružnica tvrtke Audi AG, sa sjedištem u Neckarsulmu. Osnovana je 1989. kao odjel Audija, međutim, bila je podijeljena u 1996. kao nezavisni proizvođač vozila. Quattro GmbH je odgovoran za individualizacije različitih Audi modela, a ekvivalent je Volkswagen Individual GmbH.
Izmjene se obavljaju u Neckarsulmu. Onamo će biti isporučeni Audijevi modeli iz postrojenja ili odvedeni od strane kupca. Prvi prerađeni automobil je bio S6 plus.

## Segmenti proizvodnje
- svi "R" i "RS" modeli (TT RS, RS4, RS6, R8)
- S line